# Schloss Kirchberg (Eggenfelden)

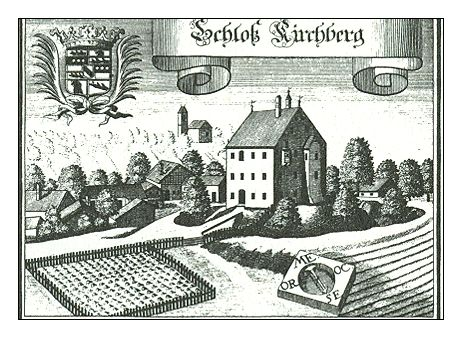
Schloss Kirchberg am Inn nach einem Stich von Michael Wening von 1721

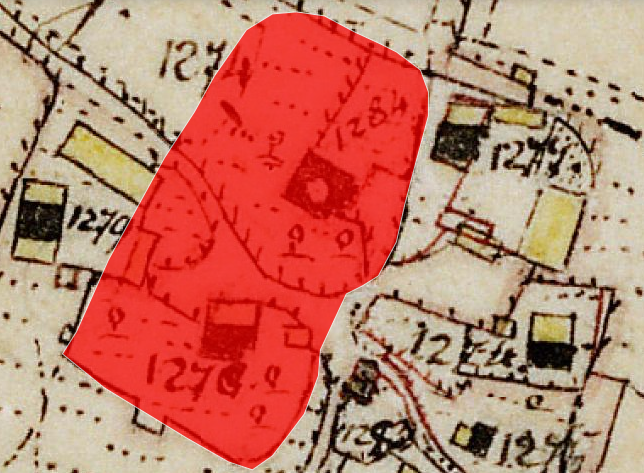
Lageplan von Schloss Kirchberg auf dem Urkataster von Bayern

Das abgegangene Schloss Kirchberg lag im gleichnamigen Gemeindeteil der niederbayerischen Stadt Eggenfelden im Landkreis Rottal-Inn von Bayern. Die Burgreste liegen etwa 450 m nordwestlich der Filialkirche St. Michael in Kirchberg. Die Anlage wird als Bodendenkmal unter der Aktennummer D-2-7542-0005 im Bayernatlas als „Burgstall des Mittelalters und der frühen Neuzeit („Schloss Kirchberg“)“ geführt.

## Geschichte
In der Landtafel des Herzogs Georg von Bayern wird 1494 ein Pankratz Magens zu Kirchberg genannt, dieser ist auch noch um 1500 belegt. 1516 ging, Kirchberg in die Hände des Hans Magens über. Ab 1522 ist der Sitz im Besitz des Konrad Stadler. 1549 erhielt seine Gemahlin, Magdalena Stadler, geborene Gruber, die Lehen. Zwischen 1550 und 1553 kam Kirchberg an ihren Verwandten Albrecht Gruber zu Peterskirchen. 1558 wurde der Sitz mit allen Gütern an Christoph Schönburger zu Elreching verkauft. 1578 und 1580 wird als Lehensträger der Anna Maria, Tochter des Hans Schönburger zu Rohr, der herzogliche Kammerrat Conrad Zeller zu Leibersdorf und Wolf Christoph Elreching zu Mamming genannt. 1597 ist der Sitz in den Händen des Elis von Schönburg. Ab 1599 besitzt Hilpold von Neuhaus über seine Gemahlin Anna Maria von Schönberg zusammen mit Elias von Schönburg den Sitz. Nach dem Tod des Elias († 1606) geht dessen Anteil an seinen Sohn Hans Christoph über. Nachdem der letzte der Schönburger, Georg Adolph von Schönburg, ohne Erben verstarb, gingen die heimgefallenen Lehen 1693 an Max Freiherr von Mayer und Corbinian von Prielmayr über, beide kurfürstliche Räte. 1716 wurde jedoch Kirchberg der Maria Jacoba Freifrau von Closen zu Gern, eine geborene Freiin von Schönburg, gegeben. Nach ihrem Tod († 1722) wurde der Sitz aufgeteilt zwischen Georg Franz Antoni Freiherr von Closen zu Gern und Georg Christoph Cajetan Ferdinand Nothaft, Herr von Weißenstein, im Namen seiner sieben Kinder aus der Ehe mit Maria Barbara von Closen zu Gern. Nach dem Tod des Georg Kajetan Graf von Closen zu Gern († 1780) fiel Kirchberg an seine beiden Nichten Maria Anna Freiin von Ingenheim und Maria Theresia Freifrau von Dachsberg, beide geborene von Closen. Danach kam Kirchberg an Maximiliana von Dachsberg, verehelichte Gräfin von Leyden. Nach ihrem Ableben kam der Sitz an ihren Sohn Graf von Leyden zusammen mit seiner Gattin, einer Freifrau von Ingenheim.

## Beschreibung
Das Schloss lag 230 m westlich des Eisbaches,  einem linken Zufluss des Mertseebach zur Rott.
Bereits 1575 wird Kirchberg als ein kleines gemauertes Herrenhaus bezeichnet. Auch der Stich von Michael Wening von 1721 zeigt ein einfaches dreigeschossiges Gebäude, das durch einen Graben geschützt wird, über den eine Brücke führt. Seitlich sind ein Erker und ein angebauter Turm erkennbar. Das Gebäude weist keine weiteren Besonderheiten auf. Heute liegt im Wiesengelände ein von einer ringförmigen Mulde umgebener, schwach gewölbter Hügel, der den Platz des Schlosses markiert. Das Schloss ist im 19. Jahrhundert abgegangen. 70 m südsüdwestlich vom Hügelmittelpunkt erstreckt sich parallel zum Hang das Reststück eines Walls; eventuell handelt es sich dabei um den Wallrestest eines dem Kernwerk vorgelagerten Wirtschaftshofs.